# Centaurea rahiminejadii
Centaurea rahiminejadii — вид квіткових рослин родини айстрових (Asteraceae). Ендемік Ірану.
Вид описано з провінції Керманшах, Західний Іран. Морфологічно подібний до Centaurea regia.